# Geschützter Landschaftsbestandteil Steinbruch am Steinschab

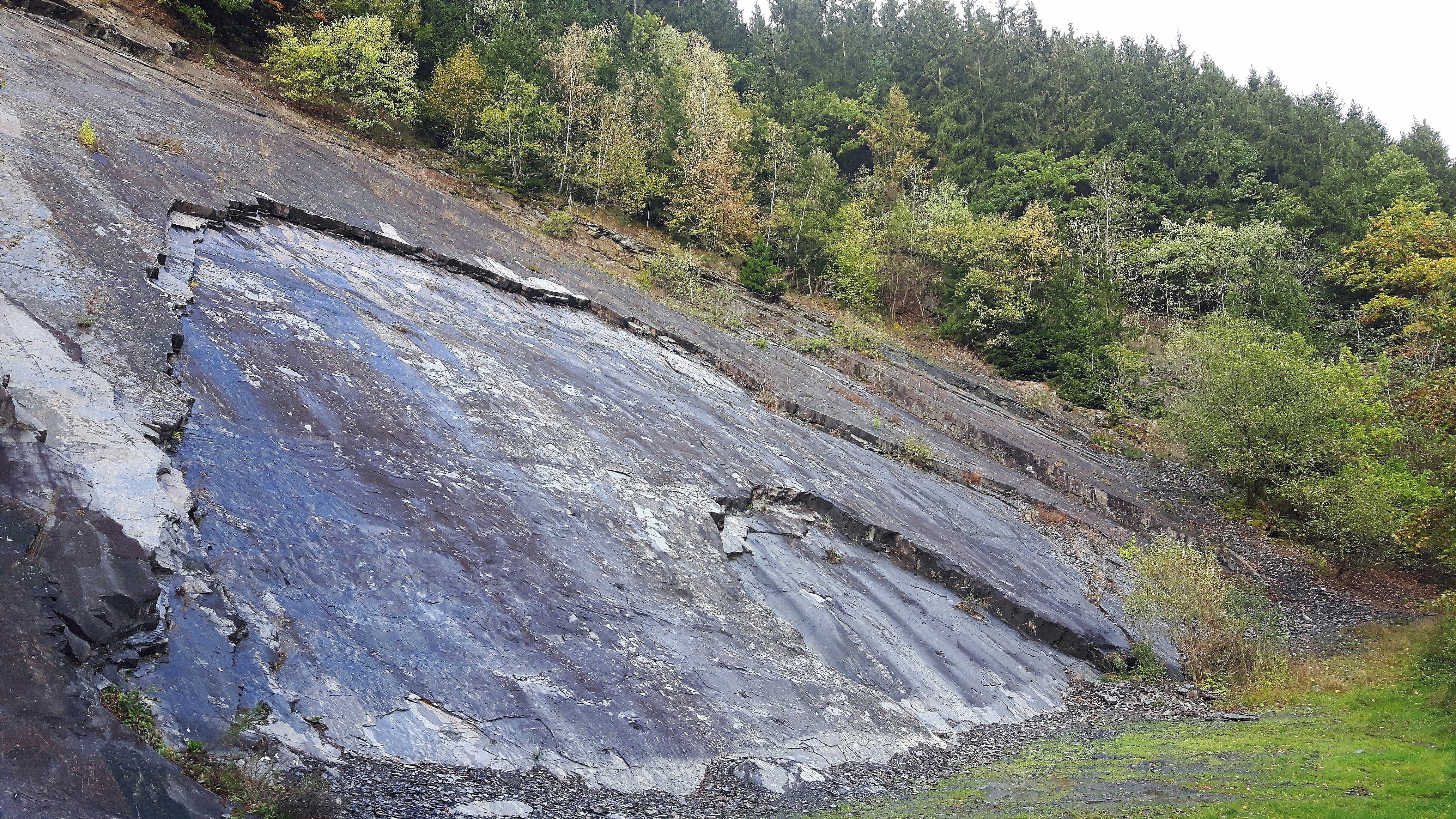
Östlicher Bereich vom LB Steinbruch am Steinschab an der B 236, welcher als Kletterwand genutzt wird

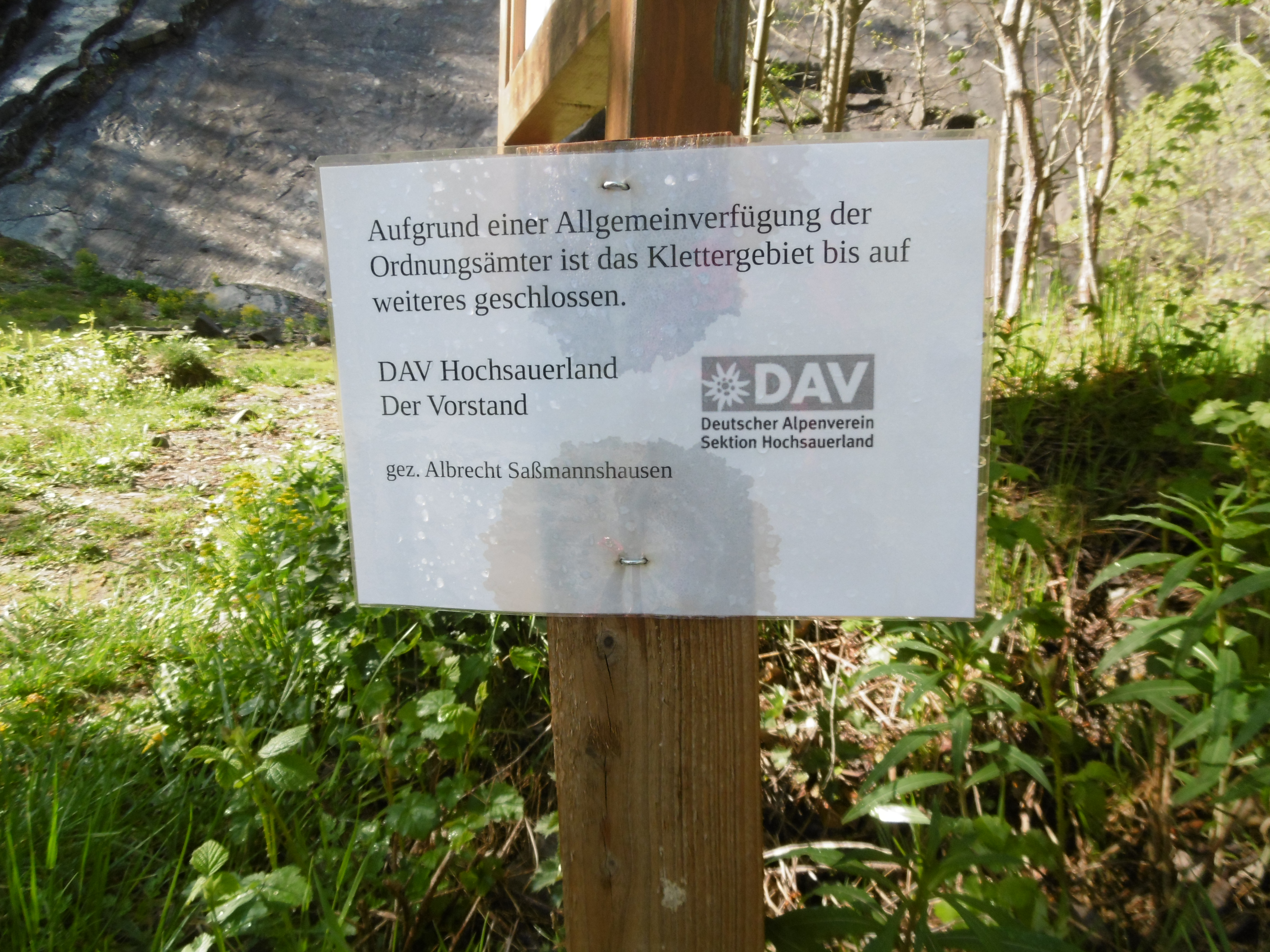
Klettersperrschild während der COVID-19-Pandemie in Deutschland

Der Geschützte Landschaftsbestandteil Steinbruch am Steinschab mit 7,32 ha Flächengröße liegt nordwestlich von Hallenberg im Hochsauerlandkreis. Das Gebiet wurde 2004 bei der Aufstellung des Landschaftsplans Hallenberg durch den Kreistag des Hochsauerlandkreises als Geschützter Landschaftsbestandteil (LB) ausgewiesen. Der LB ist vom Landschaftsschutzgebiet Hallenberger Waldlandschaft umgeben. Der LB liegt am Südhang des Berges Steinschab und teils direkt nördlich der Bundesstraße 236. Der Ostbereich der Steinbrüche am Steinschab liegt im LB. Mitten im LB liegt außerdem ein mittlerer Steinbruchbereich, der nicht zum LB gehört und teilweise als Lagerplatz genutzt wird. Westlich grenzt der Westbereich der Steinbrüche an den LB. Nordwestlich vom LB liegt das Naturschutzgebiet Blockflur am Steinschab.

## Gebietsbeschreibung
Der Landschaftsplan führt zum LB Steinbruch am Steinschab auf: „Neben den vegetationsarmen offenen Schuttböden und den Felswänden der Steinbrüche finden sich innerhalb des Gebietes Therophytenfluren, artenreiches Gebüsch, Baumbestände und Hangwälder, die von Edellaubhölzern dominiert werden. Die zur B 236 abfallenden felsigen Böschungen sind mit zahlreichen Dornsträuchern - vor allem Rosen - bewachsen. Die skelettreichen, felsigen Böden des südexponierten Gebietes sind für wärmeliebende Pflanzen und Tiere ein im Naturraum seltener Sonderstandort.“. Ein Bereich am östlichen Rand des LB ist vom Deutschen Alpenverein als Klettergebiet hergerichtet worden.

## Verbote und Gebote
Wie bei allen geschützten Landschaftsbestandteilen besteht nach § 29 Abs. 2 BNatschG das Verbot, dieses zu beschädigen, auszureißen, auszugraben oder Teile davon abzutrennen oder auf andere Weise in seinem Wachstum oder Erscheinungsbild zu beeinträchtigen. Eine ordnungsgemäße Pflege ist vom Verbot ausgenommen. Es ist auch verboten, Stoffe oder Gegenstände im Bereich des Geschützten Landschaftsbestandteils anzubringen, zu lagern, abzulagern, einzuleiten oder sich ihrer in anderer Weise zu entledigen, die das Erscheinungsbild oder den Bestand des Geschützten Landschaftsbestandteils gefährden oder beeinträchtigen können. Dies gilt auch für organische oder mineralische Düngemittel und Futtermittel. Sofern Gehölze zerstört bzw. beschädigt werden, kann die Untere Naturschutzbehörde eine Ersatzpflanzung oder ein Ersatzgeld festsetzten.
Es wurden zwei Gebote für das LB festgesetzt:
- „Der Abfall (Munitionskisten etc.) von der oberen, nördlichen Sohle ist zu entfernen (§ 26 LG).“
- „Der Schießbetrieb im Steinbruch, v. a. auf der oberen, nördlichen Sohle ist einzustellen und zu verlagern (§ 26 LG).“[1]